# Ariane de Rothschild
Ariane de Rothschild, nata Ariane Langner (San Salvador, 14 novembre 1965), è un'imprenditrice e banchiera francese, CEO di Edmond de Rothschild Group dal marzo 2023. È la prima donna alla guida di una istituzione finanziaria della famiglia Rothschild.  È anche vice-presidente d'Edmond de Rothschild Heritage, che riunisce le attività legate allo stile di vita del gruppo, dalle cantine e ristoranti agli hotel e alle fattorie.
Ariane de Rothschild è la vedova del barone Benjamin de Rothschild (1963-2021), con una fortuna familiare stimata dalla rivista Challenges a 5 miliardi di euro nel 2022.

## Biografia
Ariane de Rothschild è nata a San Salvador, El Salvador. Suo padre, Wolfgang Langner, era un dirigente tedesco senior della società farmaceutica internazionale Hoechst. Sua madre, Michelle Schmitlin, è dell'Alsazia. Ariane e suo fratello Philippe seguono i genitori in Bangladesh, Colombia e nell'ex Zaire (dai 9 ai 19 anni) dove il padre viene successivamente trasferito.
Ha frequentato il liceo francese nello Zaire, ha studiato a Sciences Po a Parigi  e ha poi conseguito nel 1990 un MBA alla Pace University di New York in gestione finanziaria. Mentre studiava alla Pace, Ariane de Rothschild era una broker presso la Société Générale di New York City. Nel 1990, è entrata negli uffici AIG (American International Group) di New York e nello stesso anno si è trasferita al trading floor di AIG a Parigi. Ha incontrato Benjamin de Rothschild, un cliente dell'AIG, nel 1993.

## Gruppo Edmond de Rothschild
Dopo aver sposato nel 1999 Benjamin de Rothschild, figlio di Edmond de Rothschild ed erede del gruppo Edmond de Rothschild, Ariane è entrata nel 2006 nel consiglio di sorveglianza dell'azienda di famiglia "La Compagnie Financière Edmond de Rothschild" (LCF). Nel 2005, ha ristrutturato le attività filantropiche del gruppo con l'intento di sviluppare un modello filantropico sostenibile "return on engagement", che ha portato alla creazione delle "Fondazioni Edmond de Rothschild", una struttura attiva in cinque diversi campi: arte e cultura, salute e ricerca, filantropia, dialogo culturale e imprenditoria sociale.
Nel 2008, è stata nominata membro del consiglio di amministrazione del gruppo e vicepresidente nel 2009. Ha concentrato la sua agenda sugli investimenti ad impatto ambientale e sociale e sulla ristrutturazione delle attività sparse e delle filiali dell'azienda.  Nel 2010, LCF Edmond de Rothschild ha cambiato nome in Edmond de Rothschild Group. Nel 2014, tutte le attività finanziarie e non finanziarie del gruppo sono state riorganizzate all'interno della struttura del gruppo.
Il 30 gennaio 2015 Ariane de Rothschild è diventata presidente del comitato esecutivo, supervisionando le operazioni del gruppo.  È stata nominata per dare nuovo slancio all'azienda. Ha portato un autoproclamato "brio" allo spirito della banca, innescando l'innovazione all'interno delle linee esecutive del gruppo e rompendo il ghiaccio nel settore bancario con un nuovo stile di leadership. Sempre nel 2015 il gruppo ha pubblicato per la prima volta un rapporto sulla sostenibilità.
Nel 2016 ha finalizzato la riorganizzazione degli asset lifestyle del gruppo sotto la nuova etichetta Edmond de Rothschild Heritage. Ha ritirato il gruppo Edmond de Rothschild dall’Asia e, l’anno successivo, nel 2017, ha implementato la tecnologia bancaria Avaloq. Nel marzo 2019, la società ha ritirato la Edmond de Rothschild (Svizzera) SA dalle negoziazioni in Borsa, rendendola interamente controllata dal gruppo. Ariane de Rothschild diventa presidente del consiglio. L'azienda francese viene incorporata nella società svizzera per semplificare la struttura del gruppo.
Nel gennaio 2021, suo marito Benjamin de Rothschild muore per un attacco di cuore, rendendola l'unica proprietaria di maggioranza del Gruppo Edmond de Rothschild, detenendo la maggioranza dei voti con le sue quattro figlie. Nel marzo 2023 ha assunto la carica di amministratore delegato del gruppo.

## Altre attività
Dal 2003 al 2011, il Premio d'Arte Ariane de Rothschild ha premiato iniziative di arte contemporanea.  Il programma di dottorato femminile Ariane de Rothschild in Israele è stato lanciato nel 2009 per fornire pieno sostegno finanziario e programmi educativi migliorati alle donne che perseguono un programma di dottorato. L'anno successivo, nel 2010, è stato lanciato il programma Ariane de Rothschild Fellowship per promuovere il dialogo interculturale attraverso l'imprenditorialità sociale e le scienze sociali, in particolare tra le comunità ebraica e musulmana.
Nel 2012, ha parlato con Warren Buffett di filantropia nella prima scena del documentario The Billionaires' Pledge.
Nel 2018, ha guidato l'acquisizione dell'azienda di fragranze Parfums Caron e ha gestito il rilancio del marchio,  concentrandone la distribuzione sui paesi del Medio Oriente.  Dopo la morte del marito Benjamin de Rothschild nel 2021, ha assunto la gestione della scuderia velica Gitana Team. Nel maggio 2019, durante il gala dell'Organizzazione europea per la ricerca e il trattamento del cancro (EORTC) Research Fund, Ariane de Rothschild ha donato una bottiglia di vino Château Lafite Rothschild 1869 venduta per 220.000 euro. Nel 2021 è uscita con la prima annata del vino rosato L'Amistà (Château Roubine, Côtes de Provence) da lei co-sviluppato.
Nel 2023, un'indagine del Wall Street Journal ha rivelato che Ariane de Rothschild ha avuto per anni, nonostante le smentite, rapporti d'affari con Jeffrey Epstein, condannato per reati sessuali.

## Distinzioni
- 2022: le donne della finanza svizzera da tenere d'occhio.[37]

## Vita privata
È stata sposata con Benjamin de Rothschild dal 23 gennaio 1999 (il matrimonio fu celebrato presso il municipio di Pregny-Chambésy) sino alla sua morte il 15 gennaio 2021. Hanno avuto quattro figlie: Noémie, Alice, Eve e Olivia. Vive nel castello di Pregny (Svizzera).